# Armin Hodžić
Armin Hodžić (* 17. November 1994 in Sarajevo) ist ein bosnischer Fußballspieler.

## Karriere

### Verein
Hodžić stammt vom FK Željezničar Sarajevo und wechselte 2011 in die Nachwuchsakademie des FC Liverpool nach England. Dort war er für dessen Jugendmannschaften aktiv und wurde im Sommer 2012 für zwei Jahre zurück an die Profis von Sarajevo verliehen. In dieser Zeit gewann er die nationale Meisterschaft und bestritt seine ersten internationalen Partien. Dann folgte der Wechsel zum kroatischen Rekordmeister Dinamo Zagreb, wo er bis 2018 sieben weitere Titel gewann und in der UEFA Champions League debütierte. Dann folgten vier weitere Jahre beim Fehérvár FC in Ungarn und eine zwischenzeitliche Leihe zu Kasımpaşa Istanbul. 2023 spielt er wieder für den FK Željezničar Sarajevo und beim nordmazedonischen Erstligisten KF Shkupi. Seit Anfang 2024 steht Hodžić nun in Litauen beim FK Žalgiris Vilnius unter Vertrag.

### Nationalmannschaft
Nachdem Hodžić diverse Jugendnationalmannschaften Bosniens durchlief, absolvierte er von 2016 bis 2020 für die A-Auswahl 14 Partien und erzielte dabei drei Treffer.

## Erfolge
- Bosnischer Meister: 2013
- Kroatischer Meister: 2015, 2016, 2018, 2019
- Kroatischer Pokalsieger: 2015, 2016, 2018